# ديف ماكي
ديف ماكي (بالإنجليزية: Dave Mackey)‏ هو منافس ألعاب قوى أمريكي، ولد في 1969.